# 库隆比
库隆比（法語：Coulomby，法語發音：[kulɔ̃bi]）是法国上法蘭西大區加来海峡省的一个市镇，属于圣奥梅尔区。

## 地理
库隆比（50°42'20"N, 2°0'39"E）面积10.26 平方千米，位于法国上法蘭西大區加来海峡省，该省份为法国北部沿海省份，西北濒北海，南至索姆省，东临北部省。
与库隆比接壤的市镇（或旧市镇、城区）包括：布沃兰冈、凯克、瑟南冈、阿尔基讷。

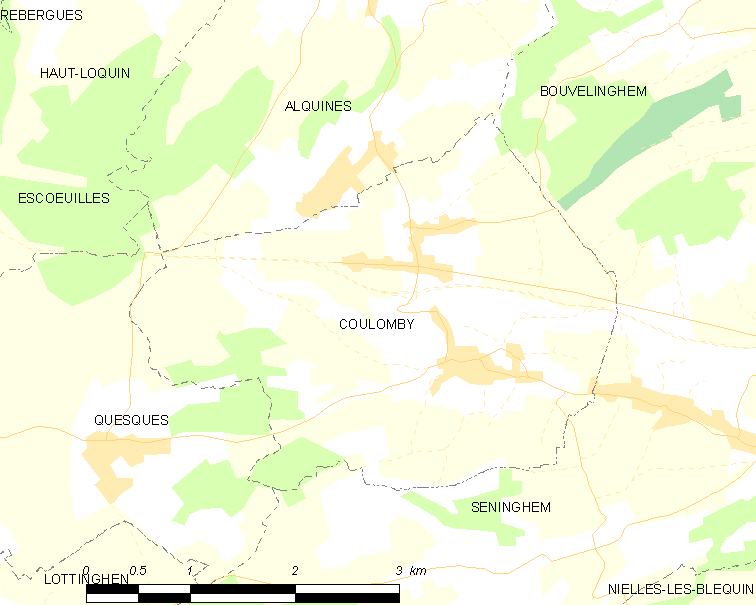
库隆比的OSM定位图

库隆比的时区为UTC+01:00、UTC+02:00（夏令时）。

## 行政
库隆比的邮政编码为62380，INSEE市镇编码为62245。

## 政治
库隆比所属的省级选区为兰布尔县。

## 人口

1962-2008年间库隆比人口变化图示

库隆比于2022年1月1日时的人口数量为771人。